# (43808) 1991 RF11
(43808) 1991 RF11 là một tiểu hành tinh vành đai chính. Nó được phát hiện bởi Henry E. Holt ở Đài thiên văn Palomar ở Quận San Diego, California, ngày 13 tháng 9 năm 1991.